# 고해 (2001년 영화)
"고해"는 2001년에 개봉한 대한민국의 영화이다. 

## 캐스팅
- 윤다훈 : 오진영 역
- 김지선 : 오가영 역
- 설수진 : 이가흔 역
- 김경룡 : 사기꾼 역
- 이성훈 : 지배인 역
- 임대일 : 형사 1 역
- 조형래 : 형사 2 역
- 최혁 : 깍두기 역
- 김순임 : 가게아줌마 역
- 문경순 : 배추아줌마 역
- 황현주 : 구청여직원 역
- 김성은 : 보호소여직원 역
- 서예진 : 식당점원 역
- 김영선 : 손님 역
- 이종선 : 드러머 역
- 정우혁 : 사장 역
- 진웨이니 : 여가수 역
- 변종수 : 의사 역
- 강미자 : 약사 역
- 조세흠 : 아이 1 역
- 강들 : 아이 2 역
- 최현정 : 아이 3 역
- 강소희 : 아이 4 역
- 이승욱 : 기도 1 역
- 안덕산 : 기도 2 역
- 홍석천 (우정출연)
- 김경아 (우정출연)
- 김용만 (특별출연)
- 박철연 (특별출연)
- 배장수 (특별출연)